# Feliks Jezierski
Feliks Jezierski – podporucznik strzelców sandomierskich, uczestnik powstania listopadowego. Wywieziony do Wiatki, później wcielony do Korpusu Syberyjskiego. Służył w garnizonie w Tarze w guberni tobolskiej.